# 천녀유혼 2: 인간도
《천녀유혼 2: 인간도》(중국어: 倩女幽魂 II：人間道, 영어: A Chinese Ghost Story II)는 1990년 개봉한 홍콩 영화로 제작자는 서극이며, 감독은 정소동, 주연은 장국영, 왕조현, 우마, 이가흔이다.

## 내용
이 영화는 전편인 천녀유혼의 흥행으로 만들어진 천녀유혼의 속편이다. 전편인 천녀유혼이 요재지이 중 섭소천을 원작으로 하였다면, 이 영화는 전편 이후의 가상의 이야기를 주제로 하고 있다.

## 줄거리
이야기의 시작은 수금원인 영채신이 고향으로 향하는 것으로 시작한다. 영채신은 고향에 도착하여 식당에서 식사를 하던 중 현상수배범으로 몰려서 감옥에 하옥된다. 하옥된 감옥에서 영채신은 억울하게 죄인으로 몰려 하옥된 사람을 만나는데 그의 도움으로 감옥에서 탈출하게 된다. 탈출한 영채신은 정기산장이라는 곳에 도착하게 되는데 이 곳에서 무공이 높은 지추일엽과 귀신 분장을 하고 있던 일당, 그리고 월지, 청풍과 만나게된다. 월지와 청풍은 조정 관리의 딸로서 억울하게 죄인으로 몰린 아버지를 구하기 위하여 귀신 분장을 한 일행과 함께 잠복 중이었다.
영채신은 이들과 만날 때 감옥 탈출에 도움을 준 사람이 건네준 물건을 가지고 있었는데 그 물건들 중 하나로 인하여 대학자로 오인받고, 이로 인하여 지추일엽과 월지, 청풍은 영채신을 대학자로 믿게된다. 영채신은 청풍을 본 순간 섭소천과 너무 닮은 외모에 청풍을 섭소천이 환생한 것이 아닌가하는 오해를 하게 되지만 곧 오해의 마음을 거둔다. 청풍과 월지는 영채신을 보며 서로 흠모하게 되지만 언니인 청풍은 이미 마공자란 공자와 결혼을 하기로 되어있는 상태였다.
이 때 중국 조정은 지네요괴가 둔갑한 보도자항이라는 법사로 인하여 혼란스러운 때였다. 우연치 않게 이 보도자항과 만나게되는 영채신 일행은 보도자항이 요괴라는 것을 알고 해치우려고 하지만 오히려 법력과 요력으로 압도하는 보도자항의 힘에 의해 간신히 영채신과 청풍만이 도망친채 나머지 일행은 보도자항에게 잡히게 된다.
영채신과 청풍은 보도자항과의 일전에서 탈출하고 우연치 않게 난약사에 다다르게된다. 영채신은 난약사에 기거 중인 초고수 연적하에게 도움을 청하며 또한 좌천호 역시 대신들을 모두 죽인 보도자항의 만행을 알았기에 목숨을 걸며 부천구, 지추, 월지를 구한다.그후 보도자항의 부하들과 일전후 죽움을 맞이한다.그때 나타난 연적하는 보도자항과의 최후의 일전에 지추일엽과 함께 혼신이탈로 탈출하여 해치우는 방법으로 보도자항을 무찌르지만, 이 때 지추일엽은 목숨을 잃는다. 이 후 황제는 보도자항을 해치운 공로로 청풍의 아버지에게 상을 내리고 청풍은 결혼하기로 되어있던 마공자에게 시집을 가게된다. 하지만 청풍은 마지막에 마공자 대신 영채신을 택하며 영채신과 함께한다.

## 배역
- 영채신 역 : 장국영
- 부청풍 역 : 왕조현
- 부월지 역 : 이가흔
- 연적하 역 : 우마
- 지추일엽 역 : 장학우
- 좌천호 역 : 이자웅
- 부천구 역 : 유조명
- 보도자항 역 : 유순

## 한국판 성우진(SBS) (1996년 8월 2일)
- 김승준 - 영채신(장국영)
- 성유진 - 부청풍(왕조현)
- 함수정 - 월지(이가흔)
- 이강식 - 연적하(우마)
- 이호인 - 얼추도사(장학우)
- 온영삼 - 부청구(유조명)
- 한상덕 - 죄수(곡봉)
- 최옥희 - 법사(유순)
- 박영화 - 부청풍의 동료(왕력)
- 이대영 - 도적(오국건)
- 홍승섭 - 좌천호(이자웅)
- 김소형 - 부청풍의 동료(두소진)

## 미디어

### 예고편
- 《천녀유혼 2 예고편》

### 음악 및 노래

#### 노래
- 주제곡
  - 노래 제목 : 《인간도》, 가수 : 《장학우》, 언어 : 《월어, 북경어[깨진 링크(과거 내용 찾기)]》

- 삽입곡
  - 노래 제목 : 《착일개온형야만》, 가수 : 《증경유》, 언어 : 《월어》
  - 노래 제목 : 《조일개온형만상》, 가수 : 《증경유》, 언어 : 《북경어》
  - 노래 제목 : 《십리평호》
  - 노래 제목 : 《도》, 가수 : 《임리》

## 같이 보기
- 천녀유혼 3: 도도도